# Creneas

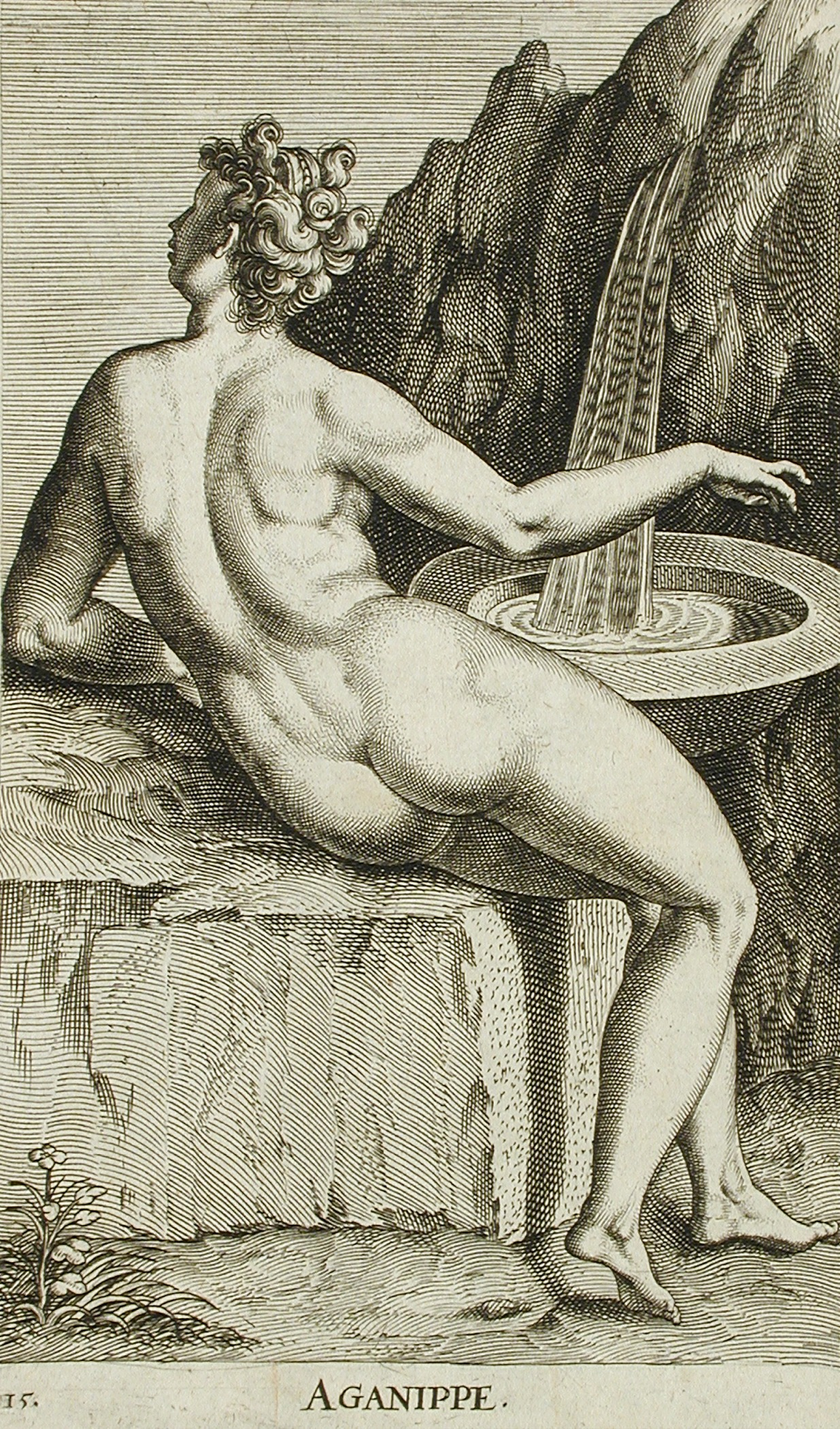
Aganipe: Crenea de la mitología griega

En la mitología griega, las ninfas de las fontanas son llamadas creneas (en griego: κρηναῖαι), crénides (κρηνίδες), creníades (κρηνιάδες), cránides (κρανίδες) o crunítides (κρουνίτιδες). Su nombre deriva de κρήνη («fuente [especialmente con caños], manantial o pozo»). Otras ninfas de las fuentes son las pegeas y las efidríades.
En un escolio, recontando a las ninfas, se dice que entre las acuáticas se encuentran las náyades, hidríades, crénides, epipotámides y heléades.

En Homero:
«Ninfas de esta fontana, nacidas de Zeus, si en un tiempo os quemó el rey Odiseo aquí pingües muslos de chotos o corderos cubiertos de grasa abundante, cumplidme lo que voy a pedir».
En Teócrito:
«Pronto advirtió una fuente en una hondonada, a cuyo alrededor abundaban los juncos, la obscura celidonia, el verde culantrillo, el florido apio y la reptante grama. En medio del agua danzaban las ninfas en corro, las ninfas que nunca duermen, deidades terribles para los campesinos: Éunica y Málide y Niquía, de ojos de primavera. Fue el mancebo [Hilas] con prisa a hundir la grande jarra en la fontana, mas ellas lo asieron todas de la mano, que a todas el tierno corazón les rindió Amor con el deseo del muchacho argivo».
En Mosco:
«El propio Apolo, Bión, lloró tu pronta muerte; los sátiros y los enlutecidos príapos se deshacían en llanto; gemían los panes afiorando tú música; las ondinas (creneas) del bosque lloraron, y sus aguas se tornaron lágrimas. En las peñas, Eco se lamenta».
Himnos órficos:
«Campestres doncellas, que frecuentáis las fuentes y los bosques; olorosas vírgenes de albos vestidos, impulsadas por suaves brisas».
El número de creneas es indefinido, pero se incluye a: Aganipe, a Apias, de la mitología romana, a Mirtoesa (una de las nodrizas del infante Zeus, habitaba es un pozo en Arcadia) y a las sitnides (un grupo de ninfas asociadas con una fuente en Megara).